# Кузнечик хвостатый
Кузнечик хвостатый или кузнечик длиннохвостый или кузнечик зелёный южный (лат. Tettigonia caudata) — вид насекомых из семейства Настоящие кузнечики отряда прямокрылых.

## Описание
Длина тела без учёта крыльев: у самцов — 23—33 мм; у самок — 25—28, длина яйцеклада 21—27 мм. Обе пары крыльев хорошо развитые. Крылья заходят далеко за голени ног. Голени передних ног без продольной бороздки, а на верхней стороне с щелевидными отверстиями тимпанального органа. На наружной поверхности переднего бедра имеются шипики. Яйцеклад у самок развит, сильно выделяется за вершины крыльев, сжат с боков. Шипы на бёдрах задних ног чёрного цвета. Чёрное пятнышко у основания бёдер.

## Ареал
Европа, Передняя Азия, Украина, европейская часть России, Кавказ, Западная Сибирь, Казахстан, Средняя Азия, Узбекистан, Таджикистан.

## Биология
Питается как растительной пищей, так и многими мелкими насекомыми.

## Хозяйственное значение
Может повреждать различные растения: пшеницу, рожь, овёс, ячмень, просо, подсолнечник, горох, сою, кукурузу, вику, люцерну, картофель, клевер, лён, табак, персик, абрикос, яблоню, боярышник, вишню, виноград, кунжут, мак, мяту и многие другие растения, но в то же время, являясь всеядным, может регулярно нападать на различных вредителей. 